# Katherine Reyes
Katherine Reyes (3 de abril de 1988) es una deportista venezolana que compitió en taekwondo. Ganó una medalla de bronce en el Campeonato Panamericano de Taekwondo de 2010 en la categoría de –53 kg.

## Palmarés internacional
| Campeonato Panamericano | Campeonato Panamericano | Campeonato Panamericano | Campeonato Panamericano |
| Año                     | Lugar                   | Medalla                 | Categoría               |
| ----------------------- | ----------------------- | ----------------------- | ----------------------- |
| 2010                    | Monterrey (México)      | Medalla de bronce       | –53 kg                  |